# Altenplathow
Altenplathow, ehemals preußisches Amt, ist ein nördlich gelegener Stadtteil von Genthin, der durch den Elbe-Havel-Kanal vom übrigen Stadtgebiet abgetrennt ist.
Beide Stadtteile werden nur durch eine Brücke verbunden, über die die Bundesstraße 107 führt, die durch Altenplathow verläuft und Genthin über Jerichow mit Havelberg verbindet. Von der Bundesstraße zweigen in Altenplathow auch zwei Kreisstraßen ab, die den Stadtteil mit den Nachbarorten Nielebock im Westen und Brettin im Osten verbinden. Nordwestlich von Altenplathow erstreckt sich ein weites Kiefernwaldgebiet. Altenplathow hatte einen Bahnhof an der Bahnstrecke Genthin–Schönhausen, welche inzwischen stillgelegt ist.

## Geschichte
Altenplathow, langjährige Schreibweise Alten-Plathow, ist eng mit der Adelsfamilie von Plotho verbunden, die hier lange Zeit ihren Stammsitz hatte und über ein Gebiet herrschte, das sich bis zu 2000 km² ausdehnte. Zwischen zwei Armen des Flusses Stremme einen Flussübergang bewachend lag bereits im 12. Jahrhundert die Wasserburg Plothe. Der Name der Burg ist von dem slawischen Wort plot (= Zaun, Grenze) abgeleitet. Vermutlich bestand sie als Burgward bereits im 10. Jahrhundert. Bis zum Slawenaufstand von 983 gehörte die Burg zum Bistum Havelberg, danach gelangte sie im Zuge der Slawenkreuzzüge Anfang des 12. Jahrhunderts in den Besitz der Grafen von Stade. Diese übereigneten die Burg 1144 dem Magdeburger Erzbistum. In der Schenkungsurkunde erfolgte die erste offizielle Erwähnung der Burg. Zum Burgbesitz gehörten neben Altenplathow Genthin sowie die Orte Bergzow, Großwusterwitz, Güsen, Mützel, Roßdorf und Vehlen. Burgherr wurde wenige Jahre später Hermann von Plotho (1135–1170), Gefolgsmann des Erzbistums Magdeburg. Sein Grabstein befindet sich noch heute in der Altenplathower Kirche. Als 1294 Wolf von Plotho ohne männlichen Erben starb, ging die Burg in den Besitz des Magdeburger Erzbischofs Burchard II. über. Als Verwalter wurden die Brüder Johann und Werner Rosenburg eingesetzt, welche 1335 von denen von Bredow abgelöst wurden. Die Burg blieb im Besitz der Magdeburger Erzbischöfe, bis Erzbischof Otto durch Finanznöte gezwungen war, die Burg am 17. Oktober 1338 an die von Bredows zu verkaufen. 1355 war Otto jedoch bereits wieder in der Lage, die Burg zurückzukaufen. Auch in der Folgezeit musste die Burg aus Geldmangel mehrfach verpfändet werden. Im September 1434 belagerten die Städte Magdeburg und Zerbst mit 1 700 Mann die Burg. Zuvor hatten sie bereits Parey und Jerichow gestürmt, die wie Altenplathow Gebhard von Plotho innehatte. In vier Tagen und Nächten wurden drei Last Pulver und 420 Steinkugeln verschossen. Am 18. September 1434 einigte man sich auf freien Abzug der Burgbesatzung. 1435 musste die Burg im Frieden von Neuwerk an den Erzbischof zurückgegeben werden. Während des 15. Jahrhunderts geriet sie zwischen die Streitigkeiten des Erzbistums mit der Mark Brandenburg und war zeitweilig Angriffsziel oder Stützpunkt von Raubrittern.

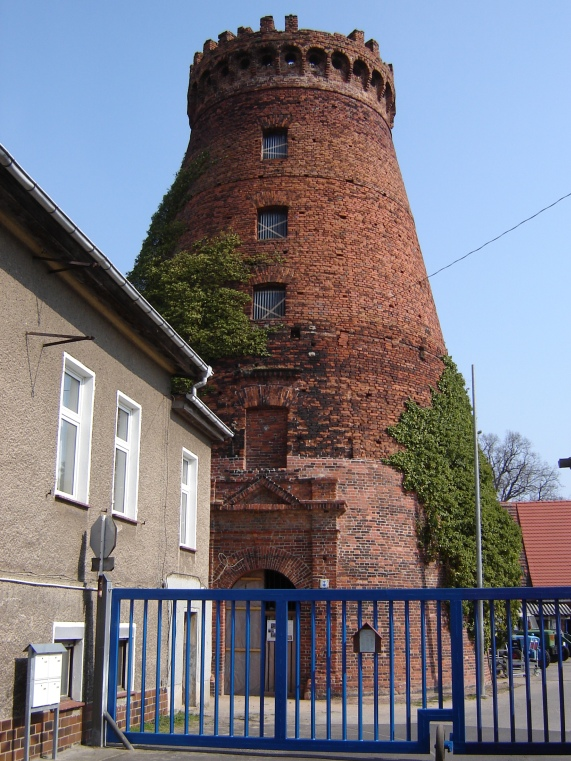
Pieschelscher Mühlturm

Die schon zur Slawenzeit bei der Burg gelegene Siedlung führte zunächst den Namen „Orogawitz“, doch schon Mitte des 10. Jahrhunderts war der Burgname auch auf den Ort übergegangen. 1420 taucht bereits die Bezeichnung „Aldenplote“ auf. Die Dorfbewohner unterstanden den jeweiligen Burgherren und lebten hauptsächlich von der Landwirtschaft. Als im 14. Jahrhundert die Orte in der Elbaue begannen Deiche zu errichten, wurde Altenplathow Sitz des Elbdeichgerichtes. Es verblieb dort bis 1420, und der jeweilige Burgherr führte den Vorsitz. 1535 wurde in Altenplathow die Reformation eingeführt. Ein Visitationsprotokoll führt 1562 als Einwohner den Pfarrer, einen Küster, vier Bauern, zwei Hirten und weitere 16 Landmänner auf. 1634 richtete ein großer Brand schwere Schäden an, und 1639 brach im Ort eine Pestepidemie aus. Um 1650 ließen sich fünf Kolonisten am Ortsrand nieder und gründeten die Siedlung Wiehl. Innerhalb von dreißig Jahren erhöhte sich die Zahl ihrer Hauswirte auf achtzehn.
Schon zu Beginn des Dreißigjährigen Krieges war die Burg zur Ruine verfallen. Nachdem das Erzbistum Magdeburg 1680 als Herzogtum zu Brandenburg gekommen war, ordnete Kurfürst Friedrich Wilhelm anlässlich eines Aufenthaltes in Altenplathow 1681 den Abbruch der Burgbefestigungen und die Beseitigung der Gräben an. Der Burgbesitz wurde zur Domäne und verpachtet. Die Forstverwaltung wurde ausgegliedert und als Oberförsterei weitergeführt. Altenplathow erhielt den Status eines königlichen Amtes, dem auch die benachbarte Stadt Genthin unterstand. Für den in den Jahren 1743 bis 1745 gebauten Plauer Kanal wurde auch das Flussbett der Stremme genutzt, sodass Altenplathow direkten Anschluss an die neue Wasserstraße und durch die damit verbundene Schifffahrt einen neuen Erwerbszweig erhielt. Auf Anordnung von König Friedrich II. entstand ab 1763 die Kolonie Breitemark mit zwanzig Hausgrundstücken. Ebenfalls auf königlichen Befehl mussten 1770 zum Aufbau einer von China unabhängigen preußischen Seidenfabrikation 3910 Maulbeerbäume angepflanzt werden, und es wurde eine Seidenspinnerei eingerichtet.
Infolge von Verwaltungsreformen des preußischen Staates erfolgte zunächst 1809 die Loslösung der Stadt Genthin aus dem Amt Altenplathow, und mit der Kreisreform von 1815 erfolgte die Auflösung des Amtes und die Eingliederung in den Kreis Jerichow II mit der neuen Kreisstadt Genthin. Der Statusverlust wirkte sich jedoch nicht negativ auf das wirtschaftliche Leben Altenplathows aus.
Bereits 1808 hatte der dann in 1840 zu Königsberg nobilitierte Magdeburger Kaufmann Karl Friedrich von Pieschel (25. Oktober 1779 – 31. Januar 1855) eine Zichorienfabrik gegründet, der er später noch eine Schrotgießerei und eine Ölmühle folgen ließ, namentlich gesamt geführt unter von Pieschel & Co. Für die Bleischrotfabrik wurde die Marken- und Patentrechte gesichert. Die Patente wurden auf den Namen der Ehefrau des Gutsherrn eingeschrieben, auf Editha von Pieschel, geborene von Wulffen. 1839 plante Lenné den Pieschelschen Park.
Pararell bestand vor Ort ein Landgut mit Villa, Entwurf von Carl Heinrich Eduard Knoblauch, der Genthiner Fabrikantenfamilie Keller, die nahe von Berlin, u. a. in Groß Ziethen, noch weitere gutsherrliche Besitzungen führte.
Letzte Gutsherren der Familie von Pieschel auf Altenplathow, Stand 1937, waren dann Karl Friedrich August von Pieschel (28. Mai 1821 – 28. Februar 1906), 1. Fideikommissherr, Gründer der Pieschel`schen Erziehungsanstalt in Burg und Begründer der von Pieschel`schen Betriebs-Krankenkasse. Zudem gab er eine größere Summe zum Bau des Johanniter-Krankenhauses in Genthin hinzu. Ihm folgte im Minorat der jüngste Sohn Major d. R. Max von Pieschel (19. Oktober 1855 – 16. September 1916) und dann dessen Neffe Karl Odo von Pieschel, Jahrgang 1886. Karl Odo von Pieschel war königlich preußischer Oberleutnant d. R. und nicht verheiratet. Er war viele Jahre Mitglied der Deutschen Adelsgenossenschaft. Gut Altenplathow beinhaltete 1938 noch 500 ha.
Die günstige Lage am Plauer Kanal, der Bau neuer Straßen und die Eröffnung der Eisenbahnstrecke Magdeburg–Potsdam im Jahre 1846 lockten weitere Industriebetriebe an. In der 2. Hälfte des 19. Jahrhunderts entstanden noch die Altenplathowsche Amtsziegelei und eine Schiffswerft. Um 1880 gab es in Altenplathow 20 Schiffseigner mit 65 Beschäftigten und 22 Schiffen. Die Zahl der Einwohner des Ortes stieg von 1970 im Jahre 1885 auf 2332 im Jahre 1910. So war die alte Kirche für die gewachsene Gemeinde zu klein geworden, und 1899 entschied man sich, das auch baufällig gewordene Gebäude abzureißen und ein neues Gotteshaus zu bauen. Dieses wurde nach einjähriger Bauzeit am 25. August 1904 eingeweiht.
Die Geschichte der eigenständigen Gemeinde Altenplathow endete mit der Eingemeindung in die Stadt Genthin im Jahre 1923. Gleichzeitig wurde auch der Gutsbezirk Hagen nach Genthin eingemeindet.

## Bauwerke
- Dorfkirche Altenplathow mit Kriegerdenkmal Altenplathow

## Söhne und Töchter
- Johann Friedrich von Printzen (1631–1691), kurbrandenburgischer General, Erbherr auf Jerichow und Altenplathow
- August Wilhelm Nethe (1812–1901), Oberbürgermeister und Ehrenbürger von Burg bei Magdeburg, Mitglied der Preußischen Nationalversammlung und des Provinziallandtages der Provinz Sachsen
- Gisbert von Bonin (1841–1913), Staatsminister im Herzogtum Sachsen-Coburg und Gotha, Mitglied des Preußischen Herrenhauses
- Erich Wernicke (1877–1953), Mathematik- und Physiklehrer in Marienwerder